# Backstreet Boys
Backstreet Boys (undertiden benævnt som BSB) er et Grammy-nomineret amerikansk boyband, der var den første gruppe lanceret af Lou Pearlman. Gruppen havde stor succes i midten af 1990'erne og har en række succesfulde singleudgivelser, der har resulteret i 13 top 40 hits på den amerikanske Billboard Hot 100 og solgt over 130 millioner albums verden over. Gruppens tredje album, Millennium er ét af de bedst sælgende album i verden, med over 40 millioner solgte eksemplarer. Dette gør dem til det bedst sælgende boyband i historien.
Deres genre har altovervejende været pop, men efter deres comeback i 2005 (efter en pause i perioden 2002-2005) har deres lyd ændret sig meget og fået et lille rock-islæt. Desuden bruger de nu kun live-instrumenter, hvoraf nogle bliver spillet af dem selv.
Før den 23. juni 2006 var Kevin Richardson en del af den oprindelige gruppe, men forlod gruppen for at stifte familie.. Men i april 2012 meddelte Backstreet Boys, at Richardson var genindtrådt hos dem som medlem., og i juli 2012 begyndte de at arbejde på deres næste studiealbum. Gruppen havde i august samme år sin første optræden som en genforenet kvintet, som en del af Good Morning America's Summer Concert Series.

## Historie

### Dannelse og tidlige år: 1992-1994
Fætrene Kevin Richardson og Brian Littrell, som begge kommer fra Lexington, Kentucky, og de sidstankomne til Backstreet Boys, begyndte i første omgang at synge i lokale kirkekor og festivaler, mens de var børn. AJ McLean og Howie Dorough mødte hinanden i Orlando, Florida, og opdagede senere Nick Carter gennem auditions, der sluttede sig til de to for at lave lokale reklamer, teater og tv.
De tre besluttede at danne en trio, da de alle delte en stor kærlighed til klassik soul, og de var i stand til at harmonisere sammen, .
I mellemtiden flyttede Richardson til Orlando, hvor han blev stabsmedlem i Walt Disney World. Han tog flere jobs der, herunder en backstage tour guide samt rollerne; Aladdin og en Ninja Turtle. Om nætterne, koncentrerede han sig om musik. Til sidst mødte han Dorough, Carter, og McLean gennem en kollega, og de fire besluttede at danne en gruppe. Brian Littrell blev senere inviteret til at deltage, og gruppen blev til en kvintet.
Lou Pearlman, havde i begyndelsen af 1992 indrykket en annonce i Orlando Sentinel hvor han annoncere om auditions for at lave et boyband . McLean, som var den første til audition for Pearlman i hans stue, blev gruppens første medlem. I januar 1993 holdt Pearlman en åben casting, hvor hundredvis af unge kunstnere dansede og sang. Til sidst var Nick Carter, Kevin Richardson, og Howie Dorough blevet udvalgt efter et møde med Pearlmans forventninger, og Brian Littrell blev føjet til gruppen efter Richardson havde holdt audition for ham for gruppen over telefonen. Han fløj fra Kentucky til Orlando for formelt at slutte sig til gruppen den 20. april 1993, og datoen betragtes som deres årsdag. Pearlman besluttede at kalde gruppen Backstreet Boys, navngive det efter Orlandos Backstreet Market, som er et udendørs loppemarked.
The Backstreet Boys havde deres første optræden på SeaWorld Orlando den 8. maj 1993, kun omkring 2 uger efter Littrell sluttede sig til gruppen. Gruppen fortsatte derefter med at optræde i forskellige spillesteder i løbet af sommeren 1993; som blandt andet var fra indkøbscentre, restauranter, til et højt profitileret AIDS velgørenhedsgalla i Fort Lauderdale, Florida, hvor værtinden var Whitney Houston. Gruppen har også medvirket i en reklame for tøjforretningen Outlooks. Med en ændring i ledelsen i efteråret, begyndte de at turnere på skoler over hele USA (herunder Littrells tidligere skole, Tates Creek High School), hvor de opbygge en fanskare, mens de prøvede at få en pladekontrakt. Mercury Records skrev næsten under med dem i 1993, men handlen blev afværget i sidste øjeblik, fordi den mangeårige Mercury-musiker John Mellencamp truede med at forlade pladeselskabet, hvis de fik fat i et boyband. Men i februar 1994 så Jeff Fenster og David Renzer gruppen optræde på en high school i Cleveland, og underskrev deres første pladekontrakt.

### Debutalbum, verdensomspændende succes, og det andet album: 1995-1997
I juni 1995 fløj gruppen til Sverige for at indspille nogle sange med Max Martin og Denniz PoP , herunder "We've Got It Goin' On", der endte med at blive deres allerførste single. "We've Got It Goin' On" blev sendt til radio'en i august 1995 og udgivet som en fysisk single den 5. september 1995. I Nordamerika brød Virgin Radio Montreal med gruppen efter programmørerne hørte singlen i radioen i Europa. Sangen var en mindre succes i USA og toppede kun som nr. 69 i december 1995. Men sangen nød en stor succes i Europa, hvor den kom ind på top 5 i Tyskland, Schweiz, Østrig, Frankrig og Nederlandene. Den europæisk succes sendte dem på en sommer tour i Europa, og Backstreet Boys' berømmelseskurs bliver oftest udført i Europa.
I november 1995, filmede de deres andet musikvideo til deres anden international single, "I'll Never Break Your Heart". Den 12. februar 1996 blev singlen udsendt, oprindeligt kun i Europa.
De blev færdige med at indspille deres første album Backstreet Boys i april 1996 og filmede deres tredje musikvideo, "Get Down (You're the One for Me)" i Tyskland. Den 6. maj 1996 blev deres debutalbum udgivet internationalt,, med en undtagelse af USA og Canada. Den blev dog senere udgivet i Canada i oktober 1996 .
Den europæisk popularitet voksede og Backstreet Boys blev i 1996 kåret som den bedste international gruppe af tv-seere i Tyskland. I mellemtiden nåede singlen "I'll Never Break Your Heart" et guldcertifikat der for at have solgt 250.000 enheder. Gruppen fik deres første platincertifikat i Tyskland i 1996 for at sælge 500.000 enheder af deres debutalbum Backstreet Boys, samtidig med at de begyndte at turnere i Asien og Canada. Backstreet Boys blev hurtigt en af de mest succesfulde debuterende kunstnere i verden, der har vundet priser såsom Tysklands Viva Comet Awards i 1996 for den kategori af Durchstarter (Bedste Debuttanter).
Backstreet Boys begyndte at indspille deres andet internationale album, Backstreet's Back, i 1996. De har også indspillet sangen "If You Stay" som er soundtracket til Booty Call samme år, som senere blev udgivet i februar 1997. Sangen "Anywhere for You" blev udgivet som den sidste single fra deres internationale debutalbum den 17. februar 1997. "Quit Playing Games (with My Heart)", som oprindeligt blev udgivet i Europa som deres fjerde single i oktober 1996, blev udgivet i USA i maj 1997 for deres kommende amerikanske debutalbum . Det lykkedes at klatre så højt som nr. 2 på Billboard Hot 100, som i sidste ende tjene dem en platin-pris for at sælge over en million enheder.
Deres andet album, Backstreet's Back, blev udgivet internationalt (med undtagelse af det amerikanske marked) den 11. august 1997. Deres selvbetitlede amerikanske debutalbum, som bestod af sange fra deres internationale debutalbum i 1996 og Backstreet's Back, blev udgivet i USA en dag senere, nemlig den 12. august 1997.
Den amerikanske debutalbum toppede som nummer 4 på den amerikanske albumhitliste, da den i sidste ende solgt 14 millioner eksemplar.
Albummet Backstreet's Back toppede som nummer 1 i Tyskland, Norge, Schweiz , Finland, Holland, Belgien og Østrig,, og den solgte godt over fem millioner eksemplarer alene i Europa.
De to album; den internationale version og den amerikanske version af Backstreet Boys-albummet, solgt mere end 28 millioner eksemplarer på verdensplan, hvoraf 14 mio. plader, blev solgt alene i USA 
I 1997 startede Littrell en retssag mod Lou Pearlman og Trans Continental hævder, at Pearlman ikke havde været sandfærdige om indtjeningen foretaget af gruppen. I det følgende år, afsluttede McLean, Richardson, og Dorough den retssag, som i sidste ende resulterede i betaling.

### Millenniumog stjernestatus: 1998–1999
I november 1997 opdagede lægerne, at et medfødt hul i Littrells hjerte, havde udvidet sig til farlige proportioner. Littrell udskød hjertekirurgi to gange for at opfylde tour-forpligtelserne, og han blev endelig opereret den 8. maj 1998, midt under deres Backstreet's Back-tour . Gruppen udskød turnéen indtil juli 1998 for at give Littrell tid til at komme sig. I september 1998 måtte gruppen aflyse et show på grund af Doroughs søster Carolines død en dagen før.
Den 7. oktober 1998 modtog gruppen nøglerne til byen (en hædersbevisning) fra borgmesteren i Orlando til ære for at gruppen havde været hovednavn i marts til en tornado-koncert, hvor de rejste over $ 250.000. Dagen blev også erklæret som Backstreet Boys Day i Orlando.
Den verdensomspændende hit-single "I Want It That Way", som toppede single-hitlisterne i over 25 lande, herunder Storbritannien, Tyskland, Schweiz, Østrig, Norge og New Zealand gjorde forventningen til deres tredje album Millennium høj. Millennium blev udgivet den 18. maj 1999, hvor Backstreet Boys samme dag lavede en stærkt publiceret optræden på MTV's Total Request Live Millennium. Pladen kom ind på Billboard 200 som nr. 1, og formåede at sælge 1.134.000 eksemplarer i den første uge efter udgivelsen. Fire singler blev udgivet fra Millennium: '"I Want It That Way", "Larger than Life", "Show Me the Meaning of Being Lonely", and "The One".
Millennium blev den bedst sælgende album i 1999 i USA, hvor den solgte 9.445.732 albums. Det gælder også rekorden for flest forsendelser i et år, med 11 millioner forsendelser. Millennium forblev på Billboard Chart i 93 uger, i sidste ende for at sælge over 12 millioner eksemplarer i USA og er certificeret for 13 gange platin.. Ved udgangen af december 2008, står albummet som den fjerde mest sælgende album i USA i SoundScan-æraen.
Den 2. juni 1999 indledte Backstreet Boys Into the Millennium Tour , der omfattede 115 udsolgte shows i 84 byer, med nogle ekstra shows sætte på grund af høj efterspørgsel. Det anden runde, som blev sponsoreret af Sears og havde den officielt titlen "Sears Presents Backstreet Boys Into The Millennium", blev udsolgt den 14. august og touren havde salgsrekorder. Koncerten i Georgia Dome, Atlanta, var det 5. største koncert rent deltagermæssigt i amerikansk historie og den største koncert deltagermæssigt med en popkunstner.
I oktober 1999 erklærede Backstreet Boys deres nuværende kontrakt med pladeselskabet Jive Records ugyldig. Men de fik en af de største pladeselskabstilbud nogensinde vurderet til 60 millioner dollars med Jive Records.

### Black and Blue,The Hits: Chapter Oneog en afbrydelse: 2000-2003
En tur til Bahamas blev foretaget af gruppens medlemmer i maj 2000 for at skrive sange til deres næste album. De begyndte indspillede albummet den 1. juli 2000 i Stockholm, Sverige, og begyndte indspilningerne i september 2000. . En sang afsluttet i løbet af indspilningerne i juli, "It's True", blev udgivet den 28. august 2000 i et opsamlingsalbum med titlen For the Fans. Albummet blev udelukkende solgt på Burger King's restauranter.
Backstreet Boys udgav deres fjerde studiealbum Black & Blue den 21. november 2000. For at fremme udgivelsen af albummet, rejste de rundt omkring i verden i 100 timer, hvor de besøgte Stockholm, Tokyo, Sydney, Cape Town, Rio de Janeiro, og New York. 55 af de timer blev brugt på at rejse og de resterende 45 timer blev brugt at gøre offentlige optrædener. En DVD af den korte turné, samt et brætspil, blev udgivet i 2001 med titlen Around the World. Selve albummet havde det bedste internationale salg i en uge i historien ved at sælge over 5 millioner eksemplarer i sin første uge af salget.
I USA solgte det 1600 tusind plader i den første uge. Den første single fra albummet var "Shape of My Heart" som blev frigivet til radioen den 3. oktober 2000 , efterfulgt af sangene "The Call" og "More than That". I den første uge efter udgivelsen af nummeret "Shape of My Heart" toppede den som nummer 9 på Billboard Hot 100. I slutningen af februar 2001 kom den anden single på albummet "The Call" ind på top 10 i Storbritannien og den tredje single "More than That" kom ind i top 20.
I januar 2001 gik Backstreet Boys i gang med den første etape af deres "Black & Blue Tour", som de skulle vise på fem kontinenter. Turen havde også ekstremt dyre produktionsomkostninger. Den anden del af "Black & Blue Tour" blev sat på pause, da det blev rapporteret, at McLean havde tjekket ind på en afvænningsklinik for at bekæmpe hans alkoholisme, kokainmisbrug og depression.
Den 28. januar 2001 udførte Backstreet Boys den amerikanske nationalsang, foran et publikum til Super Bowl XXXV på Raymond James Stadium i Tampa, Florida.
The Hits: Chapter One, der blev udgivet den 30. oktober 2001, var en samling af Backstreet Boys' klassiske hits og en tidligere uudgivet sang; "Drowning". Mens albummet kom ind i top 5 i USA, Storbritannien, Tyskland, og Canada , lykkedes det kun at komme ind i top 10 i Schweiz, Østrig, Holland og New Zealand. I USA blev The Hits: Chapter One certificeret platin for at sælge over en million enheder. Tilsvarende blev albummet certificeret platin af IFPI også for at sælge over en million enheder i Europa. Sangen "Drowning" nåede top 10 i mange lande og i 2002 havde albummet solgt næsten seks millioner på verdensplan.
I 2002 udtrykte gruppen et stærkt ønske om at forlade deres administrationsselskab, The Firm. Forholdet til Jive Records blev forværret, da Backstreet Boys indgav en $ 75-100.000.000 stor erstatningsretssag mod Zomba Music Group (Jive's moderselskab), da Backstreet Boys hævder kontraktbrud. Gruppen hævdede, at pladeselskabet havde forfremmet Carters soloalbum Now or Never på bekostning af gruppen.
I november 2003 dukkede McLean op på The Oprah Winfrey Show , hvor han for første gang talte offentligt om sin afhængighed af alkohol og narkotika, og hans vej til berømmelse. Resten af gruppen overraskede ham ved ankomme til showet for at give ham støtte, som dermed markerer at Backstreet Boys for første gang havde optrådte sammen i offentligheden i næsten to år. Gruppen begyndte at reformere og forene deres forskelle. De planlagde at starte optagelsen af et comeback album i begyndelsen af det følgende år.

### Never Goneog Richardson's afsked: 2004–2006
Backstreet Boys gik i studierne i januar 2004 for at starte indspilningen af nye album. De begyndte at optræde sammen for at fremme deres tilbagevenden til musikscenen. I september havde de en lille asiatisk turné, der besøgte Beijing, Shanghai, Tokyo og Manila. Baseret på succesen af denne tour, meddelte de, at de ville gennemføre en mexicansk turné, der besøgte Mexico City og Monterrey og de udførte nyt materiale.
Albummets første single, "Incomplete", blev udgivet til radiostationer den 28. marts 2005. Efter udgivelsen af singlen, påbegyndte de deres Up Close & Personal Tour i marts, som fungerede som en pre-album release tour. "Incomplete" toppede som nummer tretten på den amerikanske Billboard Hot 100, og i top 10 i tretten lande. Den blev som nummer et i Australien, som blev deres første nummer et hit i landet.
Den 14. juni 2005 frigav Backstreet Boys deres comeback album Never Gone, som de havde brugt mere end et år på at indspille. Albummet debuterede som nr. 3 på den amerikanske hitliste, hvor salget i første uge var på 291.000 eksemplarer. Det store stilskifte trak negativ kritik fra kritikere som Rolling Stone, der gav albummet en stjerne.
Backstreet Boys begyndte den første etape af deres Never Gone Tour den 22. juli 2005 i West Palm Beach, Florida. Den første del af touren varede indtil november 2005 i Europa, og anden del af touren begyndte i januar 2006 i Tokyo, Japan. Turnéen stoppede den 2. februar 2006 i Melbourne, Australien.
Never Gone blev certificeret platin i USA og fire singler blev udgivet fra albummet. Den første single var "Incomplete", den anden single var "Just Want You to Know", og den tredje single var "Crawling Back to You" for USA og "I Still ..." for resten af verden. Never Gone har solgt omkring 10 millioner eksemplarer på verdensplan. Never Gones anden single "Just Want You to Know" kom i top 10 i England, men var ikke så vellykket i USA. Det var en af gruppens svageste ydende amerikanske singlehitliste, som toppede som nummer 70 på Billboard Hot 100. Den tredje internationale single "I Still ..." debuterede som nummer 1 på Japan International Single Chart. Den tredje amerikanske single, "Crawling Back to You" toppede som nummer 15 på Billboard Adult Contemporary Tracks.
Den 23. juni 2006 blev det meddelt, at Kevin Richardson havde forladt Backstreet Boys til at forfølge andre interesser. Både Richardson og resten af gruppen udsendte en erklæring på deres officielle site og erklærede, at han forlod bandet i mindelighed, og at døren var altid åben, så han kunne vende tilbage. Efter Richardsons afgang, blev gruppen foreslået at ændre deres navn til Backstreet, men de besluttede at beholde Backstreet Boys som navn. De har også afslået et tilbud om at finde en nyt medlem i et reality show, og tilbud fra musikere, der havde udtrykt interesse for at erstatte Richardson, såsom Sam Licata  og de tidligere 'N Sync-medlemmer Lance Bass og Joey Fatone , men de havde ikke til hensigt at erstatte ham.

### UnbreakableogThis Is Us: 2007-2010
To dage efter Richardsons afrejse, trådte Backstreet Boys i studiet for at indspille deres sjette album. Albummet, med titlen Unbreakable, blev officielt lanceret den 30. oktober 2007. Det var deres første indsats som en kvartet. Albummet havde modtaget positive anmeldelser, mens selve udgivelsen var ikke så god som sin forgænger, Never Gone. Unbreakable kom ind som nr. 7 på Billboard 200, solgte 81.000 eksemplarer i sin første uge efter udgivelsen. To uger efter sin udgivelse, faldt albummet ud af top-100 i USA. Men albummet klarede sig godt i Japan, debuterede som nummer 1 på de japanske ugentlige hitlister og opholder sig der i endnu en uge.
Den 25. juli 2007 blev den første single lanceret som "Inconsolable" som er en klaver-drevet power ballade, som ligner sangen "Incomplete" fra albummet Never Gone. Den nåede nummer 21 på den amerikanske US Adult Contemporary Charts, men sangen lykkedes kun, at komme ind som nr. 86 på Billboard Hot 100. "Helpless When She Smiles" var den næste single som blev frigivet fra Unbreakable. Den har formåede kun at komme ind som nr. 52 i US Adult Contemporary Charts og den kom ikke på Billboard Hot 100.
Gruppen tog på en jordomrejse for at fremme Unbreakable, der starter i Tokyo, Japan den 16. februar 2008. Turnéen fik titlen Unbreakable Tour og inkluderet shows i Australien, Japan, Mexico, Storbritannien, Europa, Asien, Canada og USA. De filmede showet i Londons O2 Arena, som man kan se online på MSN website. Richardson genindtrådte i resten af gruppen i Los Angeles på Palladium i Hollywood den 23. november 2008 for den sidste nordamerikanske stop af Unbreakable Tour.
I 2009 begyndte gruppen at arbejde på et nyt album, der blev udgivet den 6. oktober 2009, med titlen This Is Us. På dette album, arbejdede de med Max Martin, OneRepublic-sanger Ryan Tedder, RedOne, Ne-Yo, Brian Kennedy, Alex James, Pitbull, Claude Kelly, Jim Jonsin, Eddie Galan, T-Pain, Rami Yacoub, Kristian Lundin, og mange andre. I modsætning til Unbreakable, gik This Is Us' lyd tilbage til deres oprindelige dance-pop beats og indeholder en mere R&B agtig lyd. Albummet debuterede som nummer 9 på Billboard 200, og solgte 42.000 eksemplarer i sin første uge efter udgivelsen. Den toppede som nr. 2 i Japan og blev certificeret platin for salg af 250.000 eksemplarer.
Den første single, "Straight Through My Heart", blev udgivet den 27. august 2009. Det lykkedes ikke sangen at komme på Billboard Hot 100, men den formåede at toppe som nr. 18 på Billboard Hot Dance Club Songs. Den anden single fra albummet var "Bigger", og musikvideoen blev filmet i Tokyo, Japan, da de var der for at fremme This Is Us i begyndelsen af oktober 2009. Det var første gang i gruppens historie, at de nogensinde har filmet en musikvideo uden for USA.
Et par dage efter musikvideoen var filmet færdig, fik Brian Littrell svineinfluenza, hvilket fik gruppen til at annullere en autografskrivning på Hard Rock Café i New York til et NYC Pinktober arrangement den 5. oktober 2009. Resten af gruppen sammen med deres tour-besætningen fik alle ordineret Tamiflu, selv om de ikke viste nogen symptomer på influenza. Gruppen aflyste efterfølgende en planlagt arrangement på CBS Early Show den 6. oktober 2009, som også var udgivelsesdagen af deres nye album, This Is Us.
I slutningen af oktober 2009 indledte gruppen This Is Us Tour. Verdensturnéen varede over et år, og bestod af 122 shows. Turnéen startede i Lissabon den 30. oktober 2009, og afsluttede i Hanoi den 26. marts 2011.
Backstreet Boys, herunder Kevin Richardson, filmede et segment for The Oprah Winfrey Show den 22. oktober 2010. Richardson deltog også i gruppens performance i showet senere på dagen, hvilket gør det til den anden gang, han havde et show med gruppen siden hans afgang.
Den 26. januar 2010 blev et opsamlingsalbum med titlen Playlist: The Very Best of Backstreet Boys udgivet. Det er en del af en række lignende afspilningsliste-album udstedt af Sony Legacy. Det var deres sidste album med Jive Records, da de skiltes med pladeselskabet i maj 2011.

### NKOTBSB og Richardsons retur: 2011-nu
Den 21. november 2010, lukkede Backstreet Boys American Music Awards med New Kids on the Block. Tidligere på måneden blev det bekræftet, at de havde planer om at have en fælles turné med New Kids on the Block i 2011 som NKOTBSB. Forud for turneen, frigav den nye supergruppe et opsamlingsalbum af deres største hits, med titlen NKOTBSB. Udover hits fra hver gruppe, indeholder albummet også to nye sange; "Don't Turn Out the Lights" og "All in My Head" og et mash-up.
I maj 2011 indledte de den første del af NKOTBSB Tour med New Kids on the Block. Ved afslutningen af 2011, blev turnéen placeret som nummer 17 på Billboard's årlige "Top 25 Tours", og turnéen havde tjener over $ 40 millioner ved 51 shows. Turnéen varede indtil juni 2012, der omfattede 80 koncerter i Nordamerika, Europa, Australien, og Asien. Under showet i Staples Center, LA, i juli 2011, sluttede Richardson sig til gruppen på scenen.
Richardson havde meddelt på On Air med Ryan Seacrest i oktober 2011, at han havde været vært for et beach party, som en del af gruppens årlige krydstogt, på Bahamas den 3. december 2011, hvor han optrådte med gruppen. På On Air med Ryan Seacrest, erklærede han også, at han ville elske at optræde med gruppen igen på en mere regelmæssig basis.
Erklæringen sammen med hans optræden på krydstogtet, havde givet spekulationer, om at han ville genindtræde i gruppen, men både Richardson og gruppen forblev rolig om sagen. Men midt i en udstilling i London den 29. april 2012, annoncerede gruppe endelig, at Richardson var genindtrådt som en medlem af bandet, og at de ville vende tilbage til London i juli 2012 for at indspille et nyt album. "Jeg tror, det var den rigtige beslutning. Jeg tror for at maksimere vores evne, til at være fem der bevæger sig fremad, det ville ikke være med en anden gruppe, men det med vores egen. Så er vi her. Det er det rigtige tidspunkt" sagde Littrell .
I juni 2012 blev det afsløret, at Backstreet Boys skulle modtage en stjerne på Hollywood Walk of Fame i 2013. The Walk of Fam-udvalget af Hollywood Chamber of Commerce har navngivet dem som en af 2013's Walk of Fame Honorees på en live pressekonference den 22. juni 2012.
Den 17. juli 2012, meddelte Backstreet Boys på Good Morning America at de var sammen igen , og at de var begyndt at arbejde på deres nye album med produceren Martin Terefe i London. Resten af gruppen har talt positivt om Richardson's comeback i gruppen, og de angiver, at de ikke kunne være lykkeligere at have ham tilbage. Richardson selv var begejstret for at være tilbage med sine gamle bandmedlemmer.
Den 31. august 2012, lukkede Backstreet Boys Good Morning America's Summer Concert Series. Det var deres første optræden siden Richardsons genindtrædelse i gruppen. Under udseendelse , meddelte de, at de havde til hensigt at udgive deres ottende studiealbum i begyndelsen af 2013, og at de skulle have deres tredje krydstogt i oktober 2013. Det vil være den første krydstogt hvor alle fem medlemmer er med.
Den 8. november 2018 annoncerede de deres 10. album (DNA), samt World Tour 2019. Deres nye album er indtil videre skrevet af dem selv og andre artister, bl.a. Shawn Mendes og Ryan Tedder.

## Medlemmer
De nuværende medlemmer af gruppen er:
- Nick Carter
- Howie Dorough
- Brian Littrell
- A. J. McLean.
- Kevin Richardson (1993-2006, 2012-nu)

## Diskografi
- Backstreet Boys (1996)
- Backstreet's Back (1997)
- Millennium (1999)
- Black & Blue (2000)
- Never Gone (2005)
- Unbreakable (2007)
- This Is Us (2009)
- In a World Like This (2013)
- DNA (2019)

## Turnéer
- Backstreet Boys Tour (1995-1996)
- Backstreet's Back Tour (1997-1999)
- Into the Millennium Tour (1999-2000)
- The Black & Blue Tour (2000-2001)
- Up Close & Personal Tour (marts/april 2005)
- The Never Gone Tour (2005-2006)
- Unbreakable Tour (2008-2009)
- This Is Us Tour (2009-2011)
- NKOTBSB Tour (2011–2012)